# Сады, парки, скверы Симферополя
Сады, па́рки и скве́ры Симферо́поля — это список всех зеленых зон в пределах города Симферополя. Симферополь имеет уникальные зеленые зоны с редкими породами деревьев и кустарников. Основной ареал зеленых насаждений — центральный район Симферополя и территория, прилегающая к реке Салгир.
| № п/п | Современное название                                                                           | Историческое название                                                                     | Адрес                                                           | Дата основания | Площадь, га | Вид |
| ----- | ---------------------------------------------------------------------------------------------- | ----------------------------------------------------------------------------------------- | --------------------------------------------------------------- | -------------- | ----------- | --- |
| 1     | Парк культуры и отдыха «Екатерининский сад»                                                    | Городской Сад, Бульварный Парк, Салгирный Бульвар                                         | пр. Кирова, ул. Ленина, Шмидта, Набережная им. 60-летия СССР    | 1820           | 4,88        |     |
| 2     | Парк имени Юрия Гагарина                                                                       | -                                                                                         | ул. Толстого, Гагарина, Киевская, Павленко                      | 1960-е годы    | 36,02       |     |
| 3     | Детский парк                                                                                   | -                                                                                         | пр. Кирова, ул. Киевская, Шмидта                                | 1958           | 17          |     |
| 4     | Парк имени Тренёва                                                                             | Парк Цветов                                                                               | пр. Кирова, ул. Гоголя, Севастопольская, Самокиша,              | 1957           |             |     |
| 5     | Парк «Салгирка» (Ботанический сад Крымского Федерального Университета имени В. И. Вернадского) | Воронцовский парк                                                                         | пл. Советской конституции, пр. Вернадского                      | 1795           | 42          |     |
| 6     | Парк имени Тараса Шевченко                                                                     | -                                                                                         | ул. Севастопольская, Войкова                                    | 1930-е годы    | 5           |     |
| 7     | Сквер Быстролётова                                                                             | Студенческий парк, сквер Крымских партизан и подпольщиков                                 | ул. Киевская, Фрунзе, Тургенева                                 | 1950-е годы    |             |     |
| 8     | Симферопольский дендрарий                                                                      | -                                                                                         | восточный берег Симферопольского водохранилища, Ялтинское шоссе | 1972           | 30          |     |
| 9     | Сквер воинов-интернационалистов                                                                | -                                                                                         | бул. Франко, ул. Набережная им. 60-летия СССР, Менделеева       | 2008           |             |     |
| 10    | Сквер Героев Социалистического Труда                                                           | -                                                                                         | ул. Набережная им. 60-летия СССР                                | 2006           |             |     |
| 11    | Семинарский сквер                                                                              | Семинарский Сад, Пушкинский сквер, Профсоюзный сквер, Сад Коммунаров, Комсомольский сквер | ул. Пушкина, Самокиша, пер. Героев Аджимушкая                   | 1871           | 1,12        |     |
| 12    | Сквер имени В. И. Ленина                                                                       | -                                                                                         | Ж/д вокзал, бул. Ленина, ул. Павленко                           | 1922           | 0,62        |     |
| 13    | Сквер Победы                                                                                   | Соборный сквер, Пионерский сквер, Комсомольский сквер                                     | ул. Карла Маркса                                                | 1838           |             |     |
| 14    | Сквер имени Григория Потёмкина                                                                 | -                                                                                         | Набережная реки Салгир, ул. Шмидта                              | 2009           |             |     |
| 15    | Сквер имени Александра Суворова                                                                | -                                                                                         | между гостиницей «Украина» и набережной реки Салгир             | 2009           |             |     |
| 16    | Сквер имени Владимира Высоцкого                                                                | сквер им. Шполянской                                                                      | Суворовский спуск и ул. Набережная им. 60-летия СССР            | 2009           |             |     |
| 17    | Сквер имени Дмитрия Менделеева                                                                 | -                                                                                         | ул. Менделеева, Шполянской, Набережная им. 60-летия СССР        |                |             |     |
| 18    | Сквер Республики                                                                               | -                                                                                         | ул. Карла Маркса, Серова                                        | 2013           |             |     |
| 19    | Сквер имени Святителя Луки Крымского                                                           | -                                                                                         | ул. Александра Невского                                         | 1996           |             |     |
| 20    | Сквер имени Святого Преподобного Сергия Радонежского                                           | -                                                                                         | ул. Жуковского, Карла Маркса                                    | 2014           |             |     |
| 21    | Пивзаводский сквер                                                                             | -                                                                                         | ул. Героев Сталинграда                                          | 2000           |             |     |